# Angelica (New York)
Pour les articles homonymes, voir Angelica (homonymie).
Angelica est une ville au centre du comté d'Allegany, dans l'État de New York, aux États-Unis,. En 2010, elle comptait une population de 1 284 habitants, estimée au 1er juillet 2021 à 1 278 habitants. La ville est incorporée en 1805.

## Démographie
Lors du recensement de 2020, la ville comptait une population de 1 284 habitants. Elle est estimée, en 2021, à 1 278 habitants.